# 재심
|                                                                     |
| 형사소송법                                                          |
| 이념과 구조                                                         |
| 무죄 추정의 원칙 · 자백배제법칙 · 전문법칙                          |
| 증거보전청구권 · 형사보상청구권 · 독수독과이론                      |
| 실체적 진실주의 · 적정절차 · 신속한 재판의 원칙                     |
| 진술거부권 · 접견교통권 · 증거개시제도                              |
| 열람등사권 · 위법수집증거배제법칙                                   |
| 법원                                                                |
| 제척 · 기피 · 회피 · 관할 · 파기환송 · 파기이송 · 파기자판 · 법관   |
| 피고인과 변호인                                                     |
| 피고인 · 변호인 · 성명모용자 · 공동피고인 · 국선변호인 · 법정대리인 |
| 검사                                                                |
| 기소독점주의 · 검사 동일체의 원칙                                   |
| 수사                                                                |
| 함정수사 · 불심검문 · 임의동행 · 동행요구 · 사법경찰관              |
| 구속                                                                |
| 구속영장 · 체포영장                                                 |
| 증거법                                                              |
| 정황증거 · 전문증거 · 진술조서 · 진술서 · 실황조사서 · 검증조서     |
| 진술 · 증인                                                         |
| 재판                                                                |
| 공소장 · 공소장일본주의                                             |
| 고소 · 고발 · 고소불가분의 원칙 · 자수                              |
| 상소                                                                |
| 항소, 상고 & 비상상고                                               |
| 다른 7법 영역                                                       |
| 헌법 · 민법 · 형법                                                  |
| 민사소송법 · 형사소송법 · 행정법                                    |
| 포털: 법 · 법철학 · 형사정책                                        |
| v • d • e • h                                                       |

재심(再審)이란 형사소송법과 민사소송법에 의하여 확정판결이 있은 사건에 대해 공무원의 직무상 불법행위 등 중대한 하자가 있음을 이유로, 확정판결이나 이에 준하는 결정적 증거로 다시 재판하여 재판의 취소나 변경 등을 요구하는 신청으로서 비상의 불복신청을 말한다. 민사소송에 있어 확정판결은 아니지만 이와 같은 효력을 가진 청구의 포기·인낙조서, 재판상 화해조서에 대하여는 준재심의 소(제461조)가 인정되지만 기판력이 없는 지급명령(제474조, 민사집행법 제58조 제3항), 이행권고결정(소액사건심판법 제5조의7), 외국판결은 재심의 대상이 아니며 중재판정은 확정판결과 동일한 효력을 가지지만(중재법 제12조) 별도로 중재판정취소의 소가 인정되므로(중재법 제36조) 재심의 소의 대상이 되지 않는다. 재심은 상소와 구별되며, 2심의 효력이 없다.
판례는 민사소송제도가 일정한 경우에는 재심의 방법에 의하여 기판력을 해소시키는 제도를 마련하여 두고 있는 것은 그 판결에 이르는 과정에서 묵과할 수 없는 큰 위법이 있었음이 밝혀진 경우에까지 기판력만 을 존중하여 그 판결의 효력을 유지하는 것이 당사자의 이익을 지나치게 해치게 된다는 것을 고려한 결과라고 한다.
형사소송에 있어서 법적 안정성과 정의의 이념이 충돌하는 경우에 정의를 위하여 판결의 추정력을 제거하는 것이 재심이라고 할 수 있다. 재심이유 가운데 가장 중요한 경우가 새로운 증거에 의한 재심사유, 즉 원판결의 사실인정에 변경을 가하여야 할 새로운 증거의 발견을 재심이유로 하는 경우이다. 대한민국에서는 형사소송법 제420조 5호는 유죄의 선고를 받은 자에 대하여 무죄 또는 면소를, 형의 선고를 받은 자에 대하여 형의 면제 또는 원판결이 인정한 죄보다 경한 죄를 인정할 명백한 증거가 새로 발견된 때를 재심사유로 규정하여 형사적으로 피고에게 불리한 재심은 인정되지 않는다.
재심 절차가 확정판결이나 이에 준하는 증거를 요구하는 것이어서 재심 신청서를 제출할 때 형사소송법이나 민사소송법에서 재심 사유를 정한 법률 조항에 대해 위헌법률심판제청신청서를 함께 제출하여 법원에서 기각하더라도 헌법재판소에서 헌법소원을 할 수 있는 것은 별도로 하고 영장주의에 반하는체포로 대법원이 위헌 판결한 긴급조치 9호나 국가기관인 과거사 진상규명 위원회가 제출한 증거에 의하여 청구된 사건에 대하여 재심이 인정되었으나 특히 형사소송의 경우에는 공무원의 불법행위에 대하여 검사의 불기소처분권 행사로 확정판결을 받는 것이 매우 어렵다. 그러다 보니 언론매체를 통해 사회적 여론을 불러 일으키게 되는데 대표적인 것이 삼례 나라슈퍼 강도치사 사건과 영화 재심이 만들어지게 된 익산 약촌오거리 택시기사 피살사건 등이 있다.

## 증거의 신규성
- 필요설
- 불필요설
- 절충설

## 증거의 명백성
- 한정설(개연성설)
- 무죄추정설
- 진지한 의무설(절충설)

### 명백성 판단방법
- 단독평가설
- 종합평가설

## 민사소송법 조문

### 제451조(재심사유)
① 다음 각호 가운데 어느 하나에 해당하면 확정된 종국판결에 대하여 재심의 소를 제기할 수 있다. 다만, 당사자가 상소에 의하여 그 사유를 주장하였거나, 이를 알고도 주장하지 아니한 때에는 그러하지 아니하다.
1. 법률에 따라 판결법원을 구성하지 아니한 때
2. 법률상 그 재판에 관여할 수 없는 법관이 관여한 때
3. 법정대리권·소송대리권 또는 대리인이 소송행위를 하는 데에 필요한 권한의 수여에 흠이 있는 때. 다만, 제60조 또는 제97조의 규정에 따라 추인한 때에는 그러하지 아니하다.
4. 재판에 관여한 법관이 그 사건에 관하여 직무에 관한 죄를 범한 때
5. 형사상 처벌을 받을 다른 사람의 행위로 말미암아 자백을 하였거나 판결에 영향을 미칠 공격 또는 방어방법의 제출에 방해를 받은 때
6. 판결의 증거가 된 문서, 그 밖의 물건이 위조되거나 변조된 것인 때
7. 증인·감정인·통역인의 거짓진술 또는 당사자신문에 따른 당사자나 법정대리인의 거짓진술이 판결의 증거가 된 때
8. 판결의 기초가 된 민사나 형사의 판결, 그 밖의 재판 또는 행정처분이 다른 재판이나 행정처분에 따라 바뀐 때
9. 판결에 영향을 미칠 중요한 사항에 관하여 판단을 누락한 때
10. 재심을 제기할 판결이 전에 선고한 확정판결에 어긋나는 때
11. 당사자가 상대방의 주소 또는 거소를 알고 있었음에도 있는 곳을 잘 모른다고 하거나 주소나 거소를 거짓으로 하여 소를 제기한 때
② 제1항 제4호 내지 제7호의 경우에는 처벌받을 행위에 대하여 유죄의 판결이나 과태료부과의 재판이 확정된 때 또는 증거부족 외의 이유로 유죄의 확정판결이나 과태료부과의 확정재판을 할 수 없을 때에만 재심의 소를 제기할 수 있다.
③ 항소심에서 사건에 대하여 본안판결을 하였을 때에는 제1심 판결에 대하여 재심의 소를 제기하지 못한다.

### 제456조(재심제기의 기간)
① 재심의 소는 당사자가 판결이 확정된 뒤 재심의 사유를 안 날부터 30일 이내에 제기하여야 한다.
② 제1항의 기간은 불변기간으로 한다.
③ 판결이 확정된 뒤 5년이 지난 때에는 재심의 소를 제기하지 못한다.
④ 재심의 사유가 판결이 확정된 뒤에 생긴 때에는 제3항의 기간은 그 사유가 발생한 날부터 계산한다.

### 제457조(재심제기의 기간)
대리권의 흠 또는 제451조 제1항 제10호에 규정한 사항을 이유로 들어 제기하는 재심의 소에는 제456조의 규정을 적용하지 아니한다.

## 재심의 소송물
확정된 판결에 대한 재심의 소는 확정된 판결의 취소와 본안사건에 관하여 확정된 판결에 갈음한 판결을 구하는 복합적 목적을 가진 것으로서 이론상으로는 재심의 허부와 재심이 허용됨을 전제로 한 본안
심판의 두 단계로 구성되는 것이라고 할 수 있고, 따라서 재심소송이 가지는 위와 같은 복합적, 단계적인 성질에 비추어 볼 때, 제3자가 타인 간의 재심소송에 민사소송법 제72조에 의하여 당사자참가를
하였다면, 이 경우 제3자는 아직 재심대상판결에 재심사유 있음이 인정되어 본안사건이 부활되기 전에는 원·피고를 상대방으로 하여 소송의 목적의 전부나 일부가 자기의 권리임을 주장하거나 소송의 결과
에 의하여 권리의 침해를 받을 것을 주장할 여지가 없는 것이고, 재심사유 있음이 인정되어 본안사건이 부활된 다음에 이르러서 비로소 위와 같은 주장을 할 수 있는 것이므로, 결국 제3자는 재심대상판결에
재심사유가 있음이 인정되어 본안소송이 부활되는 단계를 위하여 당사자참가를 하는 것이라고 할 것이다.

### 재심사유와 소송물의 개수
재심의 소에 있어서 구소송물이론에 의하면 개개의 재심사유마다 소송물이 별개이며(재심사유는 각각 별개의 청구원인에 해당한다) 별개의 소송물을 구성하므로 추가한 때를 기준으로 기간준수의 효력 유무를 판단하여야 한다.

## 판례
- 유죄의 확정판결에 대하여 재심개시결정이 확정되어 법원이 그 사건에 대하여 다시 심판을 한 후 재심의 판결을 선고하고 그 재심판결이 확정된 때에는 종전의 확정판결은 당연히 효력을 상실한다.[6]
- 재심대상판결 사건에 관한 이 법원의 소송기록접수통지서는 2004. 11. 5. 피고(재심원고, 이하 ‘피고’라 한다) 소송대리인의 사무실에 송달되었는데, 위 소송기록접수통지서를 송달한 서초우체국 소속 집배원은 착오로 법원에 송부한 우편송달통지서에 그 송달일자를 2004. 11. 4.로 잘못 기재하였고, 그로 인해 이 법원은 상고이유서 제출기간 내인 2004. 11. 25. 제출된 피고 소송대리인의 상고이유서가 상고이유서 제출기간을 도과하여 제출된 것으로 보아, 피고의 상고이유에 대하여 판단하지 아니한 채 민사소송법 제429조에 의하여 피고의 상고를 기각하였음이 명백하다. 그렇다면 재심대상판결은 판결에 영향을 미칠 중요한 사항에 관하여 판단을 누락하였다고 할 것이므로, 이는 민사소송법 제451조 제1항 제9호의 재심사유가 된다( 대법원 1998. 3. 13. 선고 98재다53 판결, 2006. 3. 9. 선고 2004재다672 판결 등 참조)[7].

- 채권을 보전하기 위하여 대위행사가 필요한 경우는 실체법상 권리뿐만 아니라 소송법상 권리에 대하여서도 대위가 허용되나, 채무자와 제3채무자 사이의 소송이 계속된 이후의 소송수행과 관련한 개개의 소송상 행위는 그 권리의 행사를 소송당사자인 채무자의 의사에 맡기는 것이 타당하므로 채권자대위가 허용될 수 없다. 같은 취지에서 볼 때 상소의 제기와 마찬가지로 종전 재심대상판결에 대하여 불복하여 종전 소송절차의 재개, 속행 및 재심판을 구하는 재심의 소 제기는 채권자대위권의 목적이 될 수 없다[8].

- 확정된 종국판결에 대한 재심의 소는 민사소송법 제422조 각호 소정의 사유가 있는 때에 한하여 허용되는 것이므로 재심대상판결에 사실오인 내지 법리오해의 위법이 있음을 이유로 제기한 재심의 소는 부적법하다[9].

- 재심사유의 발생일이 아니라 재심사유를 안 날로부터 진행하는 민사소송법 제426조 제1항의 출소기간은 같은 조 제3항 제척기간과는 별개의 재심제기기간으로서, 그 출소기간이 경과한 이상 재심대상판결의 확정일로부터 진행하는 제척기간이 경과하였는지 여부와는 관계없이 재심의 소를 제기할 수 없다[10].

## 재심의 대상적격
원래 재심의 소는 종국판결의 확정력을 제거함을 그 목적으로 하는 것으로 확정된 판결에 대하여서만 제기할 수 있는 것이므로 소송수계 또는 당사자표시정정 등 절차를 밟지 아니하고 사망한 사람을 당사자로 하여 선고된 판결은 당연무효로서 확정력이 없어 이에 대한 재심의 소는 부적법하다.

## 미국법
재판 결과나, 변칙성, 위법행위, 새로운 증거, 법적인 오류, 채택될 수 없는 증거, 지시의 오류 혹은 과다한 손해배상액 등과 같은 그 결과의 공정성에 영향을 끼치는 근본적인 실수가 있었음에 틀림없다.

## 같이 보기
- 상소

## 참고 문헌
- 손동권, 『형사소송법』, 세창출판사, 2010. (ISBN 8984112968)